# Alberto Contador
Alberto Contador Velasco (* 6. prosince 1982) je španělský bývalý profesionální cyklista jezdící za stáj Trek-Segafredo a dříve Astana a Team Tinkoff-Saxo. V letech 2007, 2009 vyhrál etapový závod Tour de France, v letech 2008, 2012 a 2014 zvítězil na Vueltě,v roce 2008 a 2015 vyhrál Giro d'Italia. Stal se pátým cyklistou, který dokázal vyhrát všechny tři nejprestižnější etapové závody.

## Biografie
Na kole začal závodně jezdit v relativně vysokém věku 14 let. Mezi profesionální cyklisty vstoupil v roce 2000 v týmu ONCE-Eroski a v roce 2003 se dočkal i svého prvního úspěchu, když vyhrál 8. etapu závodu Kolem Polska a byl celkově čtvrtý v závodu Kolem Kastilie a Leónu.
V roce 2004 našel místo v týmu Liberty Seguros a dokázal skončit na celkově 5. místě v závodě Katalánský týden a získat trikot pro nejlepšího vrchaře v závodu Kolem Aragonu. Rok mu přinesl i velmi vážné zdravotní problémy. V průběhu úvodní etapy Kolem Asturie ho postihlo rozsáhlé krvácení do mozku. Musel podstoupit náročnou operaci, při níž byla ohrožena nejen jeho kariéra, ale i život. Dokázal se ale vrátit a v následujícím roce se znovu postavil na start závodu Katalánský týden. Tentokrát celý závod vyhrál a navíc si odnesl i trofej pro nejaktivnějšího cyklistu a jedno etapové vítězství. Poprvé startoval v Tour de France a skončil na 31. místě, zároveň byl třetí v klasifikaci mladých cyklistů.
V roce 2006 se jeho tým přejmenoval na Astana-Würth. Mezi jeho další úspěchy přiřadil své celkově druhé místo v etapovém závodě Tour de Romandie a etapové vítězství v závodě Kolem Švýcarska. Od května toho roku se ale nad stájí stahovala mračna po dopingovém skandálu sportovního ředitele Manola Saize a lékaře Fuentese. On sám byl sice 26. července 2006 od obvinění očištěn, ale když se později tým rozpadl, neměl až do poloviny ledna 2007 smlouvu.
Až poté se dohodl se stájí Discovery Channel Pro Cycling Team a návrat mezi profesionály oslavil vítězstvím v Paříž – Nice a závodu Kolem Kastilie a Leonu. Dařilo se mu i v etapovém závodě Dauphiné Libéré, kde obsadil konečné šesté místo.

### Tour de France 2007
Do Tour de France byl stájí vyslán jako dvojka (jedničkou měl být Američan Levi Leipheimer). Od úvodního prologu ale byl rychlejší, v Alpách po osmé etapě se dostal do první desítky a po dni volna dojel čtvrtý do Brianconu a posunul se na šesté místo. Ve 14. etapě do Plateau-de-Beille unikl s lídrem závodu Rasmussenem 5,5 kilometru před cílem, v závěru Dána přespurtoval a zaznamenal první etapové vítězství na Tour v kariéře. V průběžném pořadí se dostal na druhé místo a vedl pořadí mladých cyklistů. V poslední horské etapě do Col d'Aubisque měla stáj Discovery v závěru ve vedoucí skupině čtyř jezdců dva jezdce, Contadora a Leipheimera (s nimi tam byli ve žlutém trikotu Rasmussen a Australan Cadel Evans), ale přesto nedokázali Rasmussena porazit, Contador dojel do cíle třetí. V noci ale stáj Rabobank Rasmussena propustila kvůli lživému uvádění místa pobytu při tréninku před Tour. V cíli další, 17. etapy převzal žlutý trikot. V předposlední etapě, kterou byla časovka do Angouleme, na něho ostře zaútočili Cadel Evans a Levi Leipheimer, ale vedení udržel a o den později, 29. července 2007, se stal celkovým vítězem Tour de France.

### Tour de France 2008
Vzhledem k dopingovým skandálům stáje Astana v roce 2007 nepozval organizátor Tour de France, Amaury Sport Organisation, stáj Astana k účasti na Tour de France 2008, ačkoliv před začátkem sezony 2008 došlo ke změně vedení a velké části jezdců tohoto týmu. Alberto Contador tak nemohl obhajovat své vítězství z minulého roku a celkovým vítězem Tour de France se v tomto roce stal španělský cyklista Carlos Sastre.

### Tour de France 2009
Do Tour de France 2009 vstupoval Alberto Contador jako hlavní favorit na vítězství, ale jeho situaci komplikoval fakt, že jedním z jeho spolujezdců v týmu Astana byl sedminásobný vítěz Tour Lance Armstrong, který se k profesionální cyklistice vrátil po více než tříleté pauze a který měl rovněž vysoké ambice. Stáj Astana tak v tomto roce vstupovala do Tour de France se dvěma lídry s tím, že absolutní jednička týmu se určí až v průběhu horských etap. Alberto Contador však v horách prokázal, že je aktuálně nejlepším cyklistou na světě pro tento druh závodu, a 26. července se tak mohl na pařížské Avenue des Champs-Élysées radovat ze svého již druhého vítězství v tomto nejprestižnějším etapovém cyklistickém závodě.

### Tour de France 2010
V roce 2010 se stal Contador těsně vítězem Tour de France před druhým Andy Schleckem. Zvítězil tak v Tour de France již potřetí. Jeho vítězství však bylo závažně zpochybněno poté, co vyšlo najevo podezření z dopingu. Ve vzorcích jeho moči bylo nalezeno stopové množství anabolika clenbuterolu, látky, kterou sportovci za žádných okolností nesmějí používat a na začátku roku 2012 byl potrestán a o vítězství přišel. 

### Tour de France 2011
V roce 2011 měl Alberto Contador obhajovat vítězství z minulého ročníku Tour de France, ale moc se mu za tým Saxo Bank Sungard nedařilo. Ve 4. etapě dojel na 2. místě a to bylo jeho nejlepší umístění na ročníku 2011. V 19. etapě skončil na 3. místě a ve 20. etapě znovu na 3. místě. Celkově si tento Španěl dojel pro 5. místo. V kategorii, v které měl být nejlepší, tedy v hodnocení vrchařů, skončil šestý, v bodovací soutěži desátý a jeho tým Saxo Bank Sungard v hodnocení týmů získal 8. místo. Contador byl ale nakonec diskvalifikován a jeho jméno bylo z výsledků vymazáno.

### Tour de France 2012
Na Tour de France Alberto nemohl soutěžit z důvodu dopingového nálezu z roku 2010.

## Doping
V roce 2010 měl Contador na Tour de France pozitivní test na užití anabolik, které jsou na seznamu zakázaných látek. Contador tvrdí, že se do jeho těla dostala zkaženým masem, což je možné, ale vysoce nepravděpodobné. Kauza se táhla velmi dlouhou dobu, ale Contador byl nakonec potrestán zákazem startů na dva roky, který byl uplatněn zpětně a Contador tak přišel o vítězství na Tour de France 2010 i na Giru 2011, Španěl se mohl do pelotonu vrátit v červenci 2012 po Tour de France.

## Vítězství
| Rok  | Závod                  | Soutěž                         |
| ---- | ---------------------- | ------------------------------ |
| 2003 | Kolem Polska           | 8. etapa                       |
| 2004 | Kolem Aragonu          | vrchařská soutěž               |
| 2005 | Tour de Romandie       | 4. etapa                       |
| 2005 | Katalánský týden       | celkově                        |
| 2005 | Tour Down Under        | 5. etapa                       |
| 2005 | Kolem Baskicka         | 6. etapa (časovka jednotlivců) |
| 2006 | Tour de Romandie       | 3. etapa                       |
| 2006 | Kolem Švýcarska        | 8. etapa                       |
| 2007 | Kolem Kastilie a Leonu | celkově                        |
| 2007 | Kolem Kastilie a Leonu | 4. etapa                       |
| 2007 | Paříž Nice             | celkově                        |
| 2007 | Paříž Nice             | cyklisté do 23 let             |
| 2007 | Paříž Nice             | 4. etapa                       |
| 2007 | Paříž Nice             | 7. etapa                       |
| 2007 | Kolem Valencie         | 4. etapa                       |
| 2007 | Tour de France         | celkově                        |
| 2007 | Tour de France         | soutěž mladých jezdců          |
| 2007 | Tour de France         | 14. etapa                      |

#### Výsledky na významných závodech
| Výsledky na Grand Tour                    |      |      |      |      |      |      |      |      |      |      |      |      |      |      |
| Grand Tour                                | 2004 | 2005 | 2006 | 2007 | 2008 | 2009 | 2010 | 2011 | 2012 | 2013 | 2014 | 2015 | 2016 | 2017 |
| Giro d'Italia                             | —    | —    | —    | —    | 1    | —    | —    | 1    | —    | —    | —    | 1    | —    | —    |
| Tour de France                            | —    | 31   | —    | 1    | —    | 1    | 1    | 5    | —    | 4    | DNF  | 5    | DNF  | 9    |
| / Vuelta a España                         | —    | —    | —    | —    | 1    | —    | —    | —    | 1    | —    | 1    | —    | 4    | 5    |
| Výsledky na významných etapových závodech |      |      |      |      |      |      |      |      |      |      |      |      |      |      |
| Závod                                     | 2004 | 2005 | 2006 | 2007 | 2008 | 2009 | 2010 | 2011 | 2012 | 2013 | 2014 | 2015 | 2016 | 2017 |
| Paříž–Nice                                | 26   | 15   | 24   | 1    | —    | 4    | 1    | —    | —    | —    | —    | —    | 2    | 2    |
| Tirreno–Adriatico                         | —    | —    | —    | —    | —    | —    | —    | —    | —    | 3    | 1    | 5    | —    | —    |
| Volta a Catalunya                         | —    | —    | —    | —    | —    | —    | —    | 1    | —    | —    | 2    | 4    | 2    | 2    |
| Kolem Baskicka                            | —    | 3    | 5    | 14   | 1    | 1    | —    | —    | —    | 5    | 1    | —    | 1    | 2    |
| Tour de Romandie                          | —    | 4    | 2    | —    | —    | —    | —    | —    | —    | —    | —    | —    | —    | —    |
| Critérium du Dauphiné                     | —    | DNF  | —    | 6    | —    | 3    | 2    | —    | —    | 10   | 2    | —    | 5    | 11   |
| Tour de Suisse                            | —    | —    | 22   | —    | —    | —    | —    | —    | —    | —    | —    | —    | —    | —    |